# Morpho hector
Morpho hector är en fjärilsart som beskrevs av Johannes Karl Max Röber. Morpho hector ingår i släktet Morpho och familjen praktfjärilar. Inga underarter finns listade i Catalogue of Life.